# Virginia (Nebraska)
Virginia je selo u američkoj saveznoj državi Nebraska. Prema popisu stanovništva iz 2010. u njemu je živjelo 60 stanovnika.